# Leptoguignardia
Leptoguignardia is een geslacht van schimmels behorend tot de familie Botryosphaeriaceae. De typesoort is Leptoguignardia onobrychidis.

## Soorten
Volgens Index Fungorum telt het geslacht twee soorten (peildatum september 2023):
| Soortnaam                    | Auteur(s)             | Publicatiejaar |
| ---------------------------- | --------------------- | -------------- |
| Leptoguignardia alginensis   | G.C. Zhao & R.L. Zhao | 2012           |
| Leptoguignardia onobrychidis | E. Müll.              | 1955           |